# Univerzita v Mostaru

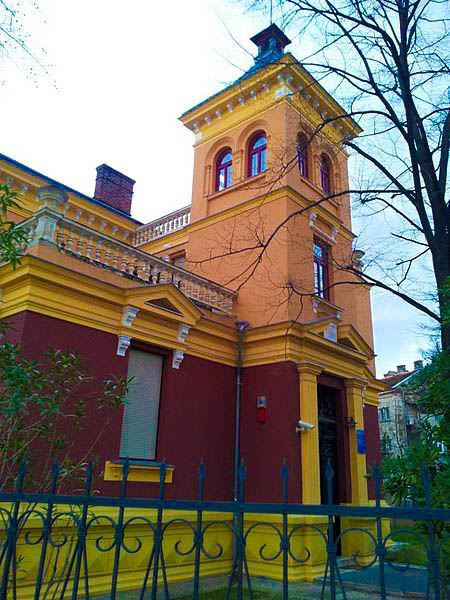
Budova rektorátu

Univerzita v Mostaru (chorvatsky Sveučilište u Mostaru, latinsky Universitas Studiorum Mostariensis) je jedna z největších vysokých škol v Bosně a Hercegovině.
Vysokoškolské zařízení je jednou ze dvou nástupkyní Univerzity Džemala Bijediće, založené roku 1977. Na začátku války, konkrétně v letech 1992–1993, se mostarská univerzita rozpadla na chorvatskou (Sveučilište u Mostaru) a bosňáckou část (Univerzitet "Džemal Bijedić", obnovila činnost až roku 1997). Vyučujícím jazykem na Univerzitě v Mostaru je chorvatština.
Univerzita se neformálně hlásí k odkazu františkánského teologického semináře v Mostaru z roku 1895, pedagogické školy z roku 1950, vysoké škole technické z roku 1959 a vysoké škole zemědělská, založené o rok později. Tyto starší školy se staly součástí univerzity a její nové struktury – v budově starého františkánského kláštera má univerzita dodnes své sídlo.
Univerzita má deset fakult: zemědělskou, ekonomickou, civilního inženýrství, lékařskou, farmaceutickou, filozofickou, přírodovědeckou, právní, strojního a počítačového inženýrství, zdravotnickou. K univerzitě náleží i Akademie výtvarných umění ve městě Široki Brijeg.
Zhruba 18 % studentů na univerzitě pochází ze sousedního Chorvatska. V roce 2015 měla univerzita celkem 14 715 studentů.